# Jupiter's Darling
Jupiter's Darling (en España, La amada de Júpiter) es una película estadounidense de 1954 del género musical, dirigida por George Sidney y con actuación de Esther Williams, Howard Keel y George Sanders. Está basada en la comedia antibélica de Robert Sherwood titulada The Road to Rome (1927).

## Sinopsis
Corre el año 216 a. C. Después de haber aniquilado a las legiones romanas, el general cartaginés Aníbal marcha a Roma al frente de su ejército. Mientras, en la ciudad, el dictador Quinto Fabio Máximo espera por fin casarse con la bella e independiente Amytis, su prometida desde hace siete años.

## Reparto
- Esther Williams: Amytis, prometida de Quinto Fabio.
- Jo Ann Greer:[3] Amytis (canciones).
- George Sanders: Quinto Fabio, dictador romano.
- Howard Keel: Aníbal.
- Gower Champion: Vario, prisionero cartaginés, esclavo de Amytis.
- Marge Champion:[4] Meta, esclava de Amytis.
- Richard Haydn: Horacio, cronista.
- Norma Varden:[5] Fabia, madre de Fabio.
- William Demarest: Magón, oficial de Aníbal.
- Douglass Dumbrille:[6] Escipión.
- John Olszewski:[7] una estatua submarina.
- Henry Corden:[8] Cartalón, oficial de Aníbal.
- Michael Ansara: Maharbal.
- Martha Wentworth:[9] viuda de Tito.